# Eén en drie stoelen
Eén en drie stoelen is een kunstwerk van Joseph Kosuth. Het werk werd gemaakt in 1965 en wordt gesitueerd binnen de conceptuele kunst. Het kunstwerk is opgenomen in de collectie van het Museum of Modern Art in New York.

## Eén en drie stoelen
Het werk bestaat uit drie delen namelijk een houten klapstoel (82 x 78 x 53 cm), een foto (91,5 x 61 cm) en een tekstpaneel (61 x 62 cm).
Het kunstwerk werd voor het eerst getoond aan het publiek tijdens een expositie in 1965. Josep Kosuth had een echte stoel geplaatst naast een foto van een stoel en een paneel waarop de definitie van 'stoel' stond beschreven. Dit project werd door de kunstenaar bedacht, toen hij nog studeerde aan de School of Visual Arts in New York. Kosuth hield zich niet bezig met schilderen of beeldhouwen. Hij was voornamelijk geïnteresseerd in de essentie van de kunst.

### De betekenis
Het werk is een filosofische bespiegeling waarin het denken over kunst en het maken ervan samenvallen. Het doel van Joseph Kosuth was aan het publiek te laten zien dat elk voorwerp op verschillende manieren bestaat. Op de eerste plaats bestaat het als materie, als een materieel object. Het voorwerp kan worden aangeraakt en er kan, in dit geval, op worden gezeten. Maar een foto toont nog steeds hetzelfde voorwerp, al heeft de afbeelding de oorspronkelijk functie van een stoel verloren. Als laatste bestaat het voorwerp ook als woord in de taal waarmee met anderen wordt gecommuniceerd.
De nadruk ligt voornamelijk bij de 'één' uit de titel. Hiermee verwijst de kunstenaar naar de stoel als idee. Het gaat dus niet alleen over het specifieke voorwerp dat bestaat in gedachten of herinneringen, maar ook over 'de stoel' als abstract begrip.

## Conceptuele kunst
Deze kunststroming is ontstaan in de jaren 60. Hierbinnen hebben we een eindeloze stroom aan ideeën die alle kunstregels uit het verleden uit het raam gooien. Het kunstwerk als tastbaar object maakt plaats voor een achterliggende gedachte, het concept van het werk. Het doel van deze stroming is om de kunst te bevrijden zodat kunst en leven een eenheid zouden vormen. Marcel Duchamp werd gezien als de stamvader van de conceptuele kunst.
De jaren '60 werden ook gekenmerkt door protest tegen alles wat met de tradities en de gevestigde orde te maken had. De oude gezagsverhoudingen brokkelden langzaam af. Deze verandering in de maatschappij werd ook geuit binnen de kunst. Men gaat zich afvragen waarom een kunstwerk mooi moet zijn of dat het wel nodig is om de werken te exposeren. Het leek alsof kunst opnieuw uitgevonden werd.

## Andere kunstwerken van Joseph Kosuth
- Kunst als idee als idee (1968)
- 5-31 januari 1969
- Informatieruimte (1970)